# بلاكادار
بلاكادار هو عنوان المسلسل من (بي بي سي1 - بي بي سي وان) الفترة المسرحية الهزلية البريطانية، جنبا إلى جنب مع العديد من حلقات السلاسل الأخرى. تألق في جميع الحلقات التلفزيونية الممثل روان أتكينسون حيث مثّل دور المضاد لمواصفات البطل (Anti-Hero) ادموند بلاكادار، وتوني روبنسون مثّل دور مُستغَل/خادم بلاكادار Blackadder's Dogsbody وبولدريك Baldrick. تم وضع كل سلسلة في فترة تاريخية مختلفة، مع اثنين من الابطال الرئيسيين برفقة شخصيات مختلفة بالرغم من الظهور المتعدد للممثلين في سلسلة واحدة أو أكثر، على سبيل المثال Melchett (ستيفن فراي) و Lord Flashheart (ريك مايال).
وقد كُتبت السلسلة الأولى (بلاكادار) بقلم ريتشارد كورتيس وروان أتكينسون، في حين احداث الحلقات اللاحقة كتبها كورتيس وبن التون. وقد تم إنتاج العروض من قبل جون لويد. في عام 2000، السلسلة الرابعة (Blackadder Goes Forth)، اتت في المرتبة 16 من «100 أعظم برامج التلفزيون البريطانية»، وقد تم إنشاء هذه القائمة من قبل المعهد البريطاني للأفلام. أيضا في استطلاع تلفزيون عام 2004 للعثور على «أفضل مسرحية هزلية في بريطانيا» تم التصويت لبلاكادار كثاني أفضل مسرحية هزلية بريطانية في كل العصور، وقد ترأس المرتبة الأولى فقط الالاغباء والخيول Only Fools and Horses. ايضاً اتت من ضمن المراتب 20 الأولى كأفضل عرض تلفزيوني من قبل مجلة الإمبراطورية.

## المقدمة
على الرغم من وضع كل سلسلة في حقبة تاريخية مختلفة، وكلها تتبع «المصائب» من ادموند بلاكادار (الذي مثله أتكينسون)، حيث ان كل عضو من سلالة الأسرة البريطانية حاضرا في العديد من فترات وأماكن هامة في تاريخ بريطانيا. فهذا يعني ضمنا أنه في كل مجموعة أن الحرف بلاكادار هو سليل سابقتها (كلمات نهاية سلسلة 2، حلقة «رؤساء»، هو حفيد السابق)، على الرغم من أنه لم يتم تحديد ذلك أبدا كيف أو متى أي من شخصيات البلاكادار Blackadders (الذي عادة ما تكون وحيدة وليس في علاقة) تمكنت من ان تكون أباً للاطفال.
مع تقدم الأجيال، يزداد كل بلاكادار في الذكاء وادراكه للامور بشكل أكبر، في حين أن الوضع الاجتماعي للأسرة يتدنى باستمرار. ومع ذلك، يضل كل بلاكادار ساخر، انتهازي، جبان، يحافظ على الارتقاء بوضعه وزيادة ثروته الخاصة، بغض النظر عن محيطه.
تتشابك حياة كل بلاكادار أيضا مع خدّامهم، كل من أسرة Baldrick (الذي مثله توني روبنسون). حيث يعمل كل جيل كمُستغَل أو خادم لبلاكادار التابع له. ومع انخفاض مستواهم الذكائي (والمعايير الشخصية كالنظافة) تتزايد المستوى الفكري لأسيادهم ". وقد اتخذ هذا الدور في السلسلتين الأوليتين اللورد بيرسي بيرسي، الذي مثله تيم مكينيري McInnerny.وهيو لوري لعب الدور في السلسلة الثالثة والرابعة كالأمير جورج والأمير ريجنت والملازم جورج على التوالي.
وضعت كل سلسلة في حقبة مختلفة من التاريخ البريطاني، حيث تبدأ في عام 1485 وتنتهي في عام 1917، ويتألف من ست حلقات لمدة نصف ساعة. السلسلة الأولى صنعت في عام 1983، وكان يطلق عليه الافعى الاسود (The Black Adder) وقد وضعت في العهد الخيالي ل«ريتشارد IV». السلسلة الثانية، بلاكادار II صنعت عام (1986)، أنشئت في عهد الملكة إليزابيث الأولى وبلاكادار الثالث (1987) (Blackadder the Third) حيث صنعت في أواخر القرن ال18 وأوائل القرن ال19 في عهد الملك جورج الثالث، وبلاكادار الرابع (1989) (Blackadder Goes Forth) حيث تسرد الاحداث في عام 1917 في خنادق الحرب العظمى.

## المسلسلات والعروض الخاصة
1- المسلسل الأول: الافعى السوداء أو The Black Adder
تمت كتابة الأفعى السوداء، السلسلة الأولى من بلاكادار، بقلم ريتشارد كورتيس وروان أتكينسون والتي انتجها جون لويد. انها بثت في الأصل على بي بي سي وان من 15 يونيو 1983 إلى 20 يوليو 1983، وقد كان الإنتاج مشترك مع القناة السابعة الأسترالية.
يقع احداث المسلسل في عام 1485 في نهاية العصور الوسطى في بريطانيا، وقد تمت كتابة المسلسل باعتباره التاريخ البديل التي فاز فيه الملك ريتشارد الثالث في معركة بوسوورث وليُخطأ كشخص آخر ويُقتل، وخلّفه ريتشارد الرابع (بريان طوبى)، كاحد الامراء في البرج. المسلسل يتبع مآثر ادموند (دوق ادنبره) الابن الثاني والغير مفضّل لريتشارد IV والذي يطلق على نفسه «الأفعى السوداء». في محاولاته المتعددة لزيادة تقربه من والده وسعيه في نهاية المطاف إلى الإطاحة به.
تناولت احداث المسلسل وبشكل هزلي وكوميدي عدد من القضايا في العصور الوسطى في بريطانيا: كالسحر، الخلافة الملكية، والعلاقات الأوروبية، والحروب الصليبية، والصراع بين الكنيسة والتاج. ومع سرية بعض احدات التاريخ، فأن العديد من الأحداث التاريخية التي صورت في المسلسل عفا عليها الزمن (على سبيل المثال، الحملة الصليبية الأخيرة إلى الأراضي المقدسة انتهت في 1291)؛ وهذه الاحداث الدرامية مستمرة في بقية البلاكادار Blackadders اللاحقة. وكان تصوير وانتاج المسلسل كبير للغاية، مع باقة كبيرة من الفنانين ومواق التصوير. ويصمن المسلسل أيضا الحوار الشكسبيري وغالبا ما وضت لأغراض كوميدية. في نهاية المقولة أو الحوار تظهر عبارة «حوار إضافية من قبل ويليام شكسبير».
2- المسلسل الثاني: بلاكادار الثاني أو Blackadder II
تدور احداث المسلسل الثاني في إنجلترا في عهد الملكة إليزابيث الأولى (1558-1603)والتي مثلت الدور الممثلة مياندا ريتشاردسون.الممثل الاساسي هو ادموند، لورد بلاكادار، الحفيد الأكبر لبلاكادار الاصلي. من خلال احداث المسلسل فهو يتعامل بشكل مستمر مع الملكة والمتذلل لها لورد تشامبرلين اللورد ميلشيت Lord Melchett (ستيفن فراي) ومنافسه ايضاً بالإضافة إلى المربية المجنونة للملكة سابقا نيرسي (باتسي بايرن).
العديد من التغييرات حدثت بعد طلب BBC One هيئة الإذاعة البريطانية إدخال تحسينات وتخفيض في ميزانية المسلسل بشكل كبير. وكانت السلسلة الثانية أو المسلسل الثاني هو أول من أسس الطابع المألوف ل Blackadder: الماكر، الداهية، والبارع، في تناقض كبير مع السلسلة الأولى «الأمير إدموند المتلعثم». ولجعل المسلسل ذو ميزانية منخفظة، تم تمثيل المشاهد داخل الاستوديوهات مع تخفيض تصوير المشاهد في الخارج (تم تمثيل المجموعة الأولى إلى حد كبير في الموقع) وتستخدم في كثير من الأحيان عدة مواقع تصويرية داخلية، مثل قاعة عرش الملكة والغرفة الأمامية لبلاكادار Blackadder.
واقتبس من هذه السلسلة مقولة «العيون مفتوحة والفم يتحرك ولكن السيد دماغ قد غادر منذ زمن بعيد، اليس كذلك بيرسي؟» حيث حصلت على المرتبة الثالثة في قائمة أعلى 25 برامج تلفزيونية "putdowns" في السنوات ال 40 الماضية من قبل مجلة راديو تايمز.
3- المسلسل الثالث: بلاكادار الثالث أو Blackadder the Third
تمت احداث Blackadder الثالث في أواخر القرن 18 وأوائل القرن 19، وهي فترة تعرف باسم ريجنسي. في هذه السلسلة، إدموند Blackadder المحترم هو وصيف الأمير ريجنت، أمير ويلز (لعب دور الأمير الممثل هيو لوري كرجل شديد التأنق واحمق). على الرغم من ذكاء وقدرات إدموند، فلا يوجد لديه ثروة شخصية ليتكلم عنه، بصرف النظر عن حسم أجره بشكل متكرر من الأمير: «إذا أنا كان لدي نقص في الاموال بشكل مستمر، كل ما علي القيام به هو ان اصعد الدرج واطلب من الأمير ذو الرأس الفارغ لرفع راتبي».
حيث بقي روان أتكينسون وتوني روبنسون في أدوارهم المعتادة، تألق في هذا المسلسل هيو لوري في دور ولي العهد، وهيلين أتكينسون وود في دور السيدة ميغينس Miggins.
4. المسلسل الرابع: بلاكادار الرابع أو Blackadder Goes Forth
تم وضع احداث هذا الجزء من المسلسل في عام 1917، على الجبهة الغربية في خنادق الحرب العالمية الأولى.وهدف الكابتن Blackadder هو تجنب التعرض للقتل، ولكن مخططاته اعادته إلى الخنادق. وانضم Blackadder (توني روبنسون)-Baldrick والإدواردي المثالي الملازم جورج (هيو لوري). الجنرال Melchett (ستيفن فراي) يحشد قواته من شاتو الفرنسية خمسة وثلاثين ميلا من الجبهة، والنقيب دارلينغ (تيم McInnerny)، لعب دور عدو Blackadder، ويتم ذكر اسمه لأغراض كوميدية.

## روابط خارجية
- بلاكادار على موقع IMDb (الإنجليزية)
- بلاكادار على موقع الموسوعة البريطانية (الإنجليزية)
- بلاكادار على موقع ليتربوكسد (الإنجليزية)
- بلاكادار على موقع كينوبويسك (الروسية)
- بلاكادار على موقع ألو سيني (الفرنسية)
- بلاكادار على موقع قاعدة بيانات الفيلم (الإنجليزية)